# ベネラ1号

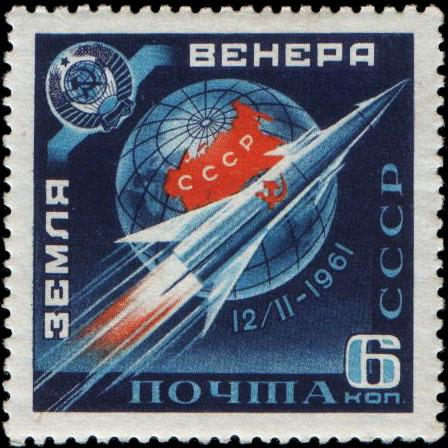
ベネラ1号の切手

ベネラ1号（ロシア語: Венера-1、「金星1号」を意味する）は、1961年2月12日にソビエト連邦によって打上げられた宇宙探査機で、世界最初の金星探査機である。当時、西側諸国ではスプートニク8号と呼ばれていた。

## 構造
ベネラ1号は直径1.05 mの円柱形のボディにドームの頭部を有する、高さ2.035 m、重量643.5 kgの探査機であった。内部は1.2気圧の窒素ガスが充填され、温度を均一に保つためのファンが搭載されていた。ボディからは2つの太陽電池パネルが伸び、内部の銀亜鉛電池充電を行った。ボディ側面に取り付けられた直径2 m以上のワイヤーメッシュパラボラアンテナは金星からの通信に使用される予定であった。この他に2.4 mのアンテナブームとT字型アンテナも備えていた。
搭載された観測機器は10種類に及ぶが、主なものは以下の通り。
- 微小隕石及び太陽風検知測定器（アンテナブームに搭載）
- ガイガー計数管
- 磁束磁力計
- 光電子増倍管
- 温度計
- 赤外線および紫外線放射計

この他に探査機には軌道修正用にKDU-414エンジンが搭載されていた。内部温度調整はモーターを備えた熱シャッターによって行われた。

## 経過
ベネラ1号打上げは2回のステップで行われた。最初のステップでは、R-7シリーズであるモルニヤロケットを用いて、探査機と4段目ロケットをスプートニク8号として地球から229 - 282 kmの待機軌道に乗せ、その軌道上から4段目ロケットを点火して金星へ向かう軌道に乗った。これは軌道上からの効率的な打上げの最初のデモンストレーションであった。またそれは、無重力下で動作する世界初の再点火可能なロケットエンジン11D33の最初の使用例であった。
地球から190万 km離れた地点において行われた3回のテレメトリー送信は無事成功し、地球地磁気境界面付近で集められた太陽風と宇宙線データが送信された。そしてこれによりルナ2号で発見された太陽風に伴うプラズマが深宇宙にまで及んでいることが確認された。しかし7日後に予定されていた観測データ送信は行われなかった。その後、1961年5月19日・20日にはベネラ1号は金星の10万 km以内に接近し、そして太陽周回軌道に入った。6月には英国ジョドレルバンク天文台電波望遠鏡の助けを借りてベネラ1号からの弱いシグナルが検出されたとの話もあるが詳細は不明である。ソビエトのエンジニア達はベネラ1号は太陽方向センサーが過熱したために故障したと考えていた。
ベネラ1号は宇宙船設計の重要なマイルストーンであった。最初の近代的宇宙探査機であり、それまでにない多くの先進性を備えていた。フライト中の大部分は姿勢を安定させるために機体にスピンを掛けていたが、それにも関わらず中間軌道修正を行えるように設計されており、その時にはスピンを解除して太陽と星（カノープス）測定によって機体向きを決定し、3軸安定モードへ入るようになっていた。そして金星到達後は今度は太陽と地球を用いて別の3軸安定モードへ入り、データをパラボラアンテナで中継するようになっていた。